# Agalmopolynema grotiusi
Agalmopolynema grotiusi is een vliesvleugelig insect uit de familie Mymaridae. De wetenschappelijke naam is voor het eerst geldig gepubliceerd in 1913 door Girault.